# Милош Крушчич
Милош Крушчич (на сръбски: Милош Крушчић) е сръбски футболист и треньор.

## Кариера
Юноша на Партизан (Белград), Сърбия от 1985 до 1995, играе като защитник. Дебютира за тима на Раднички Београд, Сърбия през сезон 1995/96, а от 1996 до 1997 е футболист на Палилулац Београд, Сърбия. През 1998 преминава в Спартак (Суботица), Сърбия, а през 1999 е в редиците на Земун, Сърбия. През 2001 подписва с руския тим ФК Ростов, като изиграва 167 мача в шест сезона за тима. Става един от лидерите на тима и стига до финал на купата на Русия за сезон 2002/03. През 2007 прекратява кариерата си.

## Дебют
Дебютира за националния отбор на Сърбия и Черна гора през 2001 на Милениум Супер Сокър Куп в Индия като играе в два мача. Играе и за сборния отбор на легионерите в руското първенство на 30 юни 2003 в мача, загубен от националния отбор на Русия с 5:2.

## Треньор
Минава на треньорски стаж в Ростов, Русия и работи като футболен експерт в сръбски телевизии. 
От 2011 до 2013 е помощник треньор във ФК „Тараз“, Казахстан. 
През 2015 е помощник-треньор на Люпко Петрович в Литекс, България. 
От 2015 до 2017 е помощник-треньор в Спартак (Суботица), Сърбия. От 2017 до 2018 е старши треньор на ФК Металац (Горни Милановац), Сърбия, а през 2018 е начело на Земун, Сърбия. 
На 17 юни 2019 влиза в щаба на Добромир Митов в ЦСКА като анализатор. На 6 октомври 2019 г. е назначен за старши треньор на ЦСКА. Отборът под негово ръководство е в страхотна форма и изиграва много мачове без загуба. На 2 юли 2020 г. след загубата на финала за „Купата на България“ от Локомотив (Пловдив) с дузпи, Крушчич подава оставка и е освободен от поста старши треньор на ЦСКА заедно с помощника си Деян Фияла. 
На 13 януари 2022 поема ФК „Уйпещ“, Унгария.